# أريبيبرازول
الأريبيبرازول (بالإنجليزية: Aripiprazole) التصنيف حسب أعضاء الجسم: من أدوية الجهاز العصبي المركزي
- من مضادات الذهان "Antisychotic Drugs"، يرتبط مع مستقبلات معينة في الدماغ (مثل مستقبلات الدوبامين-4، مستقبلات الهيستامين-1، مستقبلات السيريتونين)، ويؤثر على عملها وبالتالي يؤثر على عمليات عديدة في الجسم مرتبطة بالسلوك وغيرها. يتميز بانخفاض نسبة حصول الأعراض الجانبية الخارج هرمية التي تلاحظ مع العلاجات الأخرى.[6]

## التخزين
يحفظ العلاج في درجة حرارة الغرفة (15-25 درجة مئوية)، بعيداً عن الرطوبة والحرارة.

## الإستعمالات
يستخدم في علاج:
- انفصام الشخصية
- علاج الاضطراب الثنائي القطب (أو الاضطراب ذو الاتجاهين)
- علاج أعراض الهياج الحاد المصاحب لمرض انفصام الشخصية أو لمرض ثنائيه القطب (أو الاضطراب ذو الاتجاهين)
- كعلاج مساعد في علاج مرض الاكتئاب
- لعلاج التهيجية المصاحبة لمرض التوحد[7]

## اشكال الدواء
يتوفر العلاج على صورة:

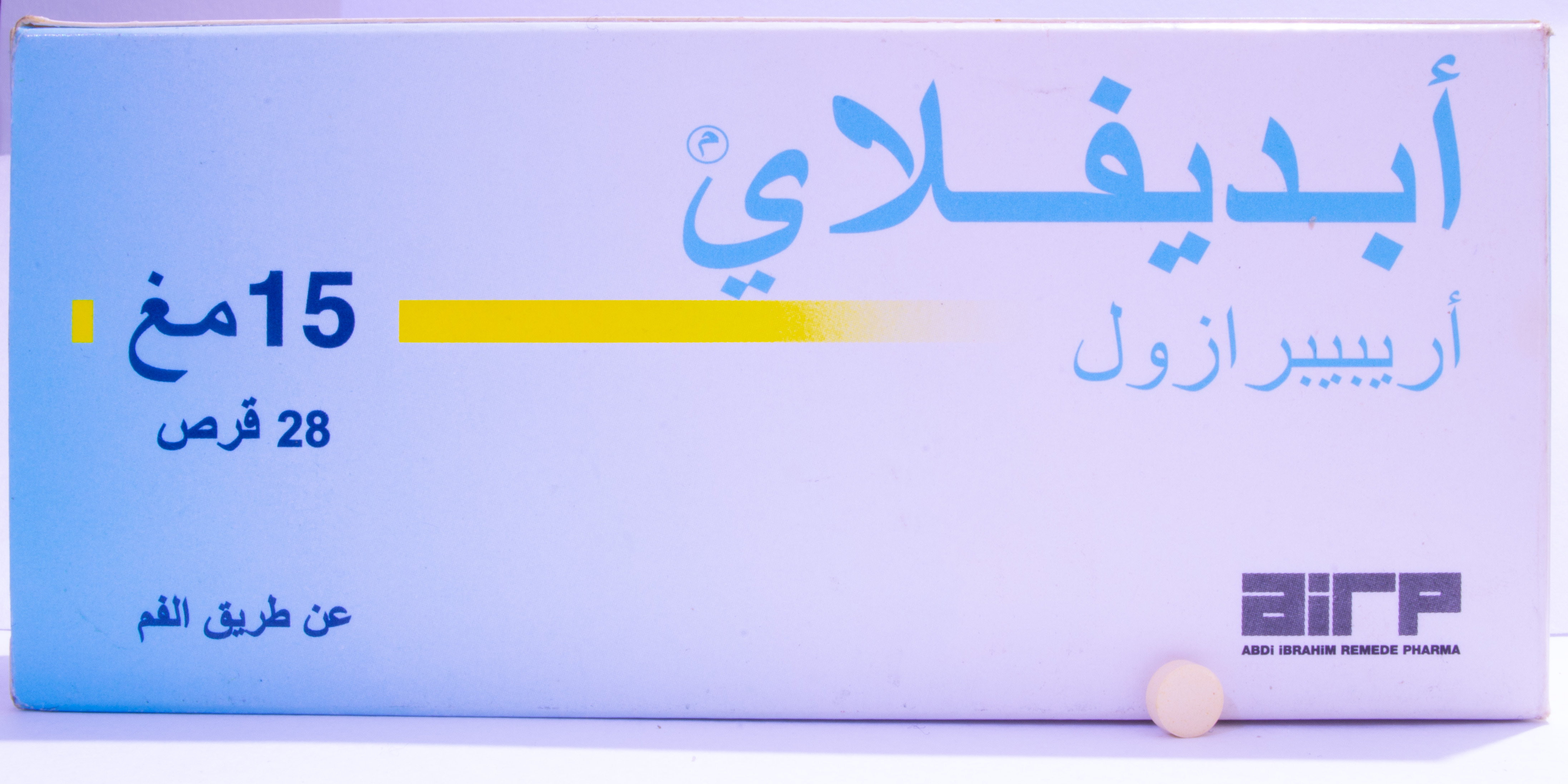
علبة أقراص أبديفلاي أريبيبرازول 15 مغ

- أقراص بجرعات: 2 مغ، 5 مغ، 10 مغ، 15 مغ، 20 مغ، 30 مغ
- محلول للحقن بتركيز 7,5 مغ/مل
- محلول فموي بتركيز 1 مغ/مل

## موانع الاستعمال
يمنع استخدامه في المرضى الذين أظهروا فرط الحساسية للعلاج أو لأي مكون آخر من مكوناته.

## الأعراض الجانبية
من أعراض العلاج الجانبية:
- صداع، أرق، هياج، قلق، تنمل، تهدئة
- ازدياد في الوزن، امساك، تقيؤ، عسر هضم
- هبوط الضغط الانتصابي
- طفح جلدي [3][4][8]

## الاحتياطات
- فئة السلامة أثناء الحمل: «سي»: لا توجد حاليا دراسات كافية لتأكيد سلامة استخدام العلاج على الجنين؛ يستخدم العلاج إذا كانت المنفعة العلاجية تفوق الخطر على الجنين. يجب استشارة الطبيب أو الصيدلاني قبل تناول العلاج في حالة وجود حمل.
- الرضاعة: من غير المعروف ما إذا كان الدواء يفرز في حليب الأم المُرضع، ولكن بسبب آثاره الضارة على جسم الإنسان، ينبغي تجنب عملية الرضاعة خلال فترة العلاج.
- أمراض القلب أو الشرايين، أو الخرف، أو داء باركينسون، أو الصرع أو الذين هم في خطر من الإصابة به، فيجب اخبار الطبيب المعالج بذلك، فقد تحتاج بعض الحالات جرعات معدلة أو احتياطات أخرى.
- قد يسبب العلاج ازدياداً ملحوظاً في الوزن، لذا ينصح بمراقبة وزن المريض محيط الخصر.
- مرضى بيلة الفينيل كيتون (الفينيل كيتونيوريا): قد تحتوي بعض المستحضرات الصيدلانية للعلاج على مادة الفينيل ألانين، والتي تشكل خطراً على هؤلاء المرضى، لذا يجب إخبار الطبيب في مثل هذه الحال لعمل الاجراءات اللازمة.

## التداخلات الدوائية
تزيد الأدوية المثبطه الأخرى للجهاز العصبي مثل (مضادات الهيستامين، الأدوية المستخدمة في الاضطرابات والاختلالات العقليه، الباربيوترات، المخدرات، الحبوب المنومة، الكحول (ايثانول)) من تأثير العلاج المثبط للجهاز العصبي المركزي. إذا ينصح بتجنب تناول أي منها دون استشارة الطبيب أو الصيدلاني.
لا تتناول أي علاج جديد أو مكمل غذائي دون استشارة الطبيب أو الصيدلاني.
إذا كنت تتناول أي من الأدوية التالية أخبر الطبيب أو الصيدلاني، فقد تحتاج إلى تعديل الجرعة أو إجراء فحوصات معينة:
علاج ارتفاع ضغط الدم
- الكارباميزابين
- اليفابيوتين
- الكيتوكونازول، الإتراكونازول
- الكوينيدين
- علاجات الاكتئاب مثل الفلوكسيتين، الباروكسيتين وغيرها

### الأسماء التجارية للدواء
ابيليفاي --- Abilify
اقراص ابليفي --- ABILIFY TABLET
اقراص ابليفي --- ABILIFY 10MG TABLET
اقراص ابليفي --- ABILIFY 15MG TABLET

## وصلات خارجية
- Abilify website
- Abilify Full Prescribing Information (for Health Care Professionals)
- U.S. National Library of Medicine: Drug Information Portal - Aripiprazole
- Abilify adverse events reported to the FDA
- Mechanism of Action Of Aripiprazole